# Carlos Díaz "Caíto"
Carlos Díaz (Caíto) (12 de febrero de 1945, Mar del Plata, provincia de Buenos Aires, Argentina –  8 de noviembre de 2004, México, D.F.), fue un músico y trovador de la Nueva Canción latinoamericana. Nacido en Argentina y nacionalizado mexicano.
Poseedor de una sólida formación musical, su actividad profesional comenzó a una edad muy temprana. Luego de realizar grabaciones en su país, y giras por Sudamérica y Europa, llegó a México en 1977, junto al cantautor uruguayo Alfredo Zitarrosa. Decidió radicar allí y se integró al grupo Sanampay, con el que permaneció varios años y con ellos realizó tres discos de larga duración y giras en la República Mexicana y en numerosos festivales internacionales. En 1981 retomó su carrera como solista, interpretando a distintos autores como el propio Zitarrosa, Luis Eduardo Aute, Vicente Garrido, Pablo Milanés, además de sus propias composiciones. 
Dotado de una voz cálida, con un timbre muy identificable, aunado a una excelente afinación que  complementó con una notable capacidad interpretativa. Guitarra en mano, instrumento que dominó ampliamente y que fue un elemento fundamental para este artista en su discografía como en sus presentaciones. Falleció la madrugada del 8 de noviembre de 2004, luego de un padecimiento de cáncer pulmonar.

## Otros datos
En 2007 el trovador Gerardo Pablo produce el disco Escucha a Gerardo Pablo, grabado en vivo desde el Teatro Principal de Puebla, que incluye de manera especial 3 tracks como homenaje a Caíto: Qué locura ésta, la mía, del poeta Armando Arenas en voz de Jacqueline Levot; Yo sé que me estás mirando, canción compuesta por Gerardo Pablo para Caíto; y Quizás un día así, interpretada a dueto por Caíto y Jacqueline, que es un tema inédito en la discografía de Caíto.

## Discografía
- Caíto en bossa (Argentina 1972)
- Caíto en guitarra y canciones (Argentina 1972)
- Caíto en bossa y algo más (Argentina 1974)
- Yo te nombro (con Sanampay) (México 1978)
- Coral terrestre (con Sanampay) (México 1980)
- A pesar de todo (con Sanampay) (México 1981)
- De alguna manera - Caíto (México 1982)
- Dentro - Caíto (México 1984)
- Guadalupe Pineda y Caíto (México 1985)
- Carlos Díaz "Caíto" - Vol. 1 (México 1986)
- Amigos mios - Caíto y tránsito (México 1988)
- Personal - Caíto (México 1989)
- Canciones de amor y rosas ... (México 1993)
- En concierto - Caíto (México 1995)
- Tangos - Caíto (México 1996)
- Las malas compañías (México 1997)
- Simplemente (México 1998)
- Caíto canta a Zitarrosa (México 1998)
- Ay amor (con adriana Landeros) (México 1998)
- Amada (México 2001)
- Humor en serio (México 2001)
- Guitarra amada (México 2002)
- Solo para amorosos (México 2002)
- Pasaba por aquÍ (México 2003)
- Y el amor... (México 2004)
- El aute de amar (con adriana landeros y Luis Eduardo aute) (México 2004)
- Mexicano (México 2005)
- Encuentro norte-sur (con armando arenas y Jacqueline Levot) (2006)

### Colectivos
- Tercer Festival de la Nueva Canción Latinoamericana (1984)